# “X” plosion GUNDAM SEED
"X"plosion GUNDAM SEED（エクスプローションガンダムシード）是一个系列作品计划。该计划以电视动画《机动战士高达SEED》和宇宙纪元为背景，囊括了动画电影、OVA、短片动画以及外传漫画等多种媒体形式的多部作品。该计划从2006年春季开始启用，直到2021年新项目《GUNDAM SEED PROJECT ignited》启动之前一直使用这个计划名称。然而因诸多因素，计划中最终完成的作品仅有一部ONA以及一个动画短片。计划名中的"X"plosion蕴含着无限的可能性的意思。此外，也借用了英语中的Explosion（爆炸）一词。

## 概述
在《机动战士高达SEED DESTINY》的正式播放结束后，制作方日升工作室于2006年发布了名为《“X” plosion GUNDAM SEED》的多媒体作品开发计划。该计划围绕《SEED》世界观，包罗动画电影、OVA、外传漫画以及短片动画等多种内容。计划名中的 "X"plosion 有“无限的可能性”的含义。然而，因作为《SEED》系列核心编剧的两泽千晶饱受病痛折磨，计划中原定于2007年上映的《剧场版 机动战士高达SEED》（当时暂定名称）一直未见推进。这一计划中唯一转化为影像成果的，只有ONA作品《机动战士GUNDAM SEED C.E.73 STARGAZER》以及CG短片《PHASE-IMPULSE》。

## 计划列表

### 电影
最初在2006年5月7日的“Sony Music Anime Festival '06”上公开了本计划名，同时宣布时有一部被作为计划中心的动画电影正在进行制作。这个消息被动画杂志《月刊Animage》和《月刊Newtype》分别在2006年6月号上作为封面文章报道。当时的发行商已经确定为松竹，并计划在2007年上映。2008年4月号的《Animage》上刊登的消息显示，作为核心制作成员之一的编剧两泽千晶表示电影的剧情已经完成，但由于自身健康问题导致计划在延期中，希望爱好者们等待。之后也有消息指剧情将依据时势进行重新制作，甚至是剧本一直毫无进展等。以至于制作方最终选择优先推动完成了《高达00》剧场版的制作。然而两泽千晶最终于2016年因病去世，导致电影版《机动战士高达SEED》当时被认为已经流产。然而在2019年的“GUNDAM 40th FES. ‘LIVE-BEYOND’”活动上，西川贵教表示电影版《机动战士高达SEED》的制作“正在进行中”。而作为导演的福田己津央则在社交网络上转发了西川贵教的消息并表示会努力回应这份心意。
2024年1月26日在日本公映。

### ONA
作为本计划的第一部作品，《机动战士GUNDAM SEED C.E.73 STARGAZER》。

### CG短片
《PHASE-IMPULSE》作为MG 强攻型脉冲高达的初回限定特典推出。